# 露天茶座

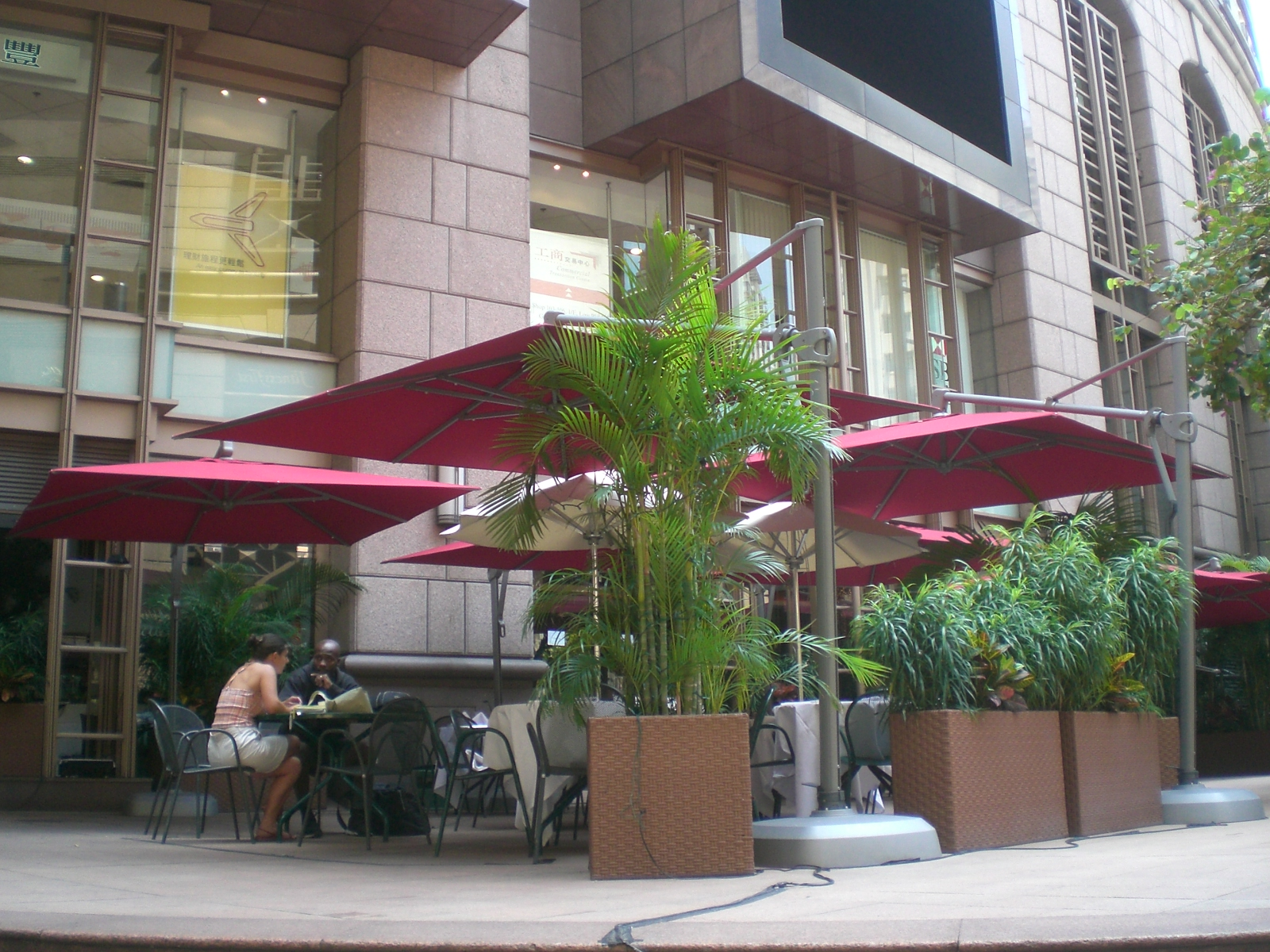
香港露天茶座

露天茶座，是一種與室內食肆不同的飲食環境。露天茶座的特色為室外露天、自然風，賣點是風景，顧客可以邊進食邊欣賞景物。